# Quadradet

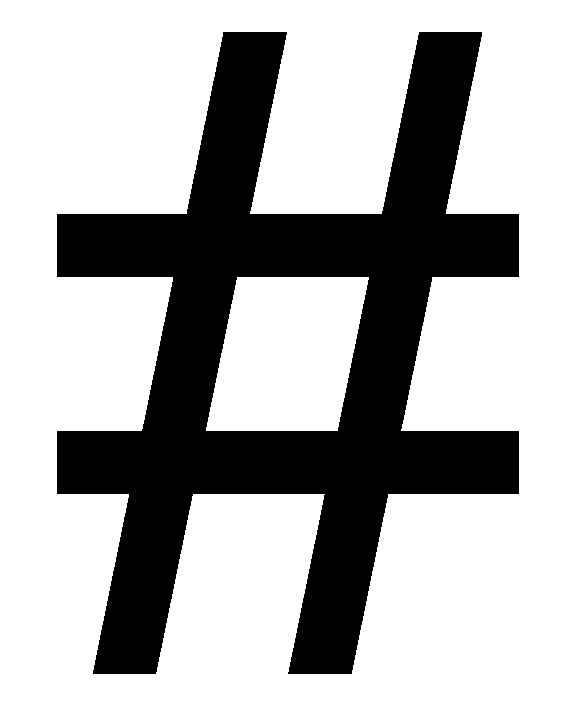
El símbol d'un coixinet en lletra Arial

El coixinet o quadradet és un signe que s'escriu (#) i pertany a la puntuació ampliada o informàtica. Té diversos usos:
- en els EUA i el Canadà pot indicar xifra o nombre (a la viquipèdia també s'usa per fer llistes numerades)
- introdueix comentaris en alguns llenguatges de programació com el Perl
- és una tecla del telèfon que activa funcions especials o codis abreujats
- a vegades s'usa com a substitut del símbol similar que indica que una nota musical està sostinguda
- separa medicaments a les receptes mèdiques de Noruega
- indica fi de transcripció en periodisme
- indica escac i mat en la notació dels escacs
- marca grup fonològic en determinades escoles de fonètica
- en informàtica (ang. hashtag), etiqueta que precedeix un o diversos mots units, per tal que tant el sistema com l'usuari l'identifiquin ràpidament. S'utilitza en serveis web com ara Twitter, Instagram, identi.ca… o en missatgeria basada en protocols IRC per a assenyalar un tema sobre el qual gira certa conversa. Un coixinet representa un tema, tanmateix, segons el servei web, els hashtag indiquen coses diferents. En els serveis de microblogging, en què diversos usuaris publiquen missatges mitjançant tècniques de difusió, un hashtag indica un mateix tema sobre el qual qualsevol usuari pot fer lliurar una aportació o opinió personal simplement escrivint aquest coixinet en el missatge. Per ex.: S'ha acabat el cap de setmana i torno a la feina disgustada. #OdioElsDilluns